# O serie de evenimente nefericite
O serie de evenimente nefericite (în engleză A Series of Unfortunate Events) este un ciclu de romane scris de Lemony Snicket.